# فرگشت اخلاق
فرگشت اخلاق، به پیدایش رفتار اخلاقی انسان‌ها در جریان فرگشت انسان گفته می‌شود. اخلاق را می‌توان به صورت سیستمی از اندیشه‌ها، دربارهٔ رفتار خوب و بد تعریف نمود. در زندگی روزمره، اخلاق عموماً در رابطه با رفتار انسان تعریف می‌شود و غالباً توجه چندانی به رفتارهای اجتماعی سایر موجودات نمی‌شود. با پیدایش زمینه‌های مختلف دانش زیست‌شناسی فرگشتی و به ویژه زیست‌شناسی اجتماعی این بحث مطرح شده‌است که با وجود اینکه رفتار اجتماعی انسان پیچیده‌است، پیش زمینه‌های اخلاق انسان را می‌توان در رفتار بسیاری دیگر از حیوانات اجتماعی جستجو نمود. توضیح رفتارهای انسان از دیدگاه زیست‌شناسی اجتماعی هنوز مورد بحث است. دیدگاه سنتی دانشمندان اجتماعی این گونه بوده که اخلاق یک ساختار است، و بنابراین مرتبط با فرهنگ می‌باشد، هرچند که سایرین عنوان می‌کنند که دانش اخلاق وجود دارد.

## اجتماع‌گرایی در جانوران
هر چند که به نظر می‌رسد جانوران ممکن است رفتار اخلاقی نداشته باشند، تمام جانوران اجتماعی در طول فرگشت مجبور بوده‌اند که رفتارهای خود را اصلاح یا مقید نمایند تا از منافع زندگی اجتماعی بهره‌مند شوند. نمونه‌هایی مشخص از اصلاحات رفتاری را می‌توان در مورچه‌ها، زنبورها و موریانه‌ها مشاهده کرد. اجتماعات مورچه‌ها ممکن است میلیون‌ها عضو داشته باشند. ادوارد ویلسون عنوان می‌کند که تنها عامل بسیار مهمی که باعث موفقیت گروه‌های مورچه‌ها شده وجود طبقهٔ اجتماعی کارگران عقیم است. این طبقهٔ اجتماعی از مورچه‌های ماده تابع و جوابگوی نیازهای مادر خود، ملکه، هستند و برای انجام این وظیفه در طول فرگشت عقیم شده‌اند تا بتوانند مسوولیت بزرگ کردن برادران و خواهران خود را بر عهده بگیرند. وجود این طبقهٔ اجتماعی در این حشرات، رقابت برای جفت‌گیری را به‌طور عمده‌ای محدود می‌کند و باعث تحکیم همکاری درون جمعیت آن‌ها می‌گردد. همکاری بین مورچه‌ها برای آن‌ها بسیار حیاتی است، به دلیل اینکه یک مورچهٔ تنها شانس بسیار کمی برای زندگی طولانی و ادامهٔ نسل خود را دارد ولی در چهارچوب زندگی اجتماعی جمعیت‌های مورچه‌ها می‌تواند برای چندین دهه زندگی کنند. در نتیجه، مورچه‌ها یکی از موفق‌ترین گونه‌ها روی این سیاره هستند، که از نظر جرم زیستی با انسان رقابت می‌کنند.
دلیل اصلی که جانوران اجتماعی به صورت گروهی زندگی می‌کنند این است که فرصت زنده ماندن و تولید مثل در قالب زندگی گروهی برای آنان بسیار بیشتر از زندگی فردی است. رفتار اجتماعی پستانداران بیشتر شبیه به انسان هاست. مطالعات امروزی نشان داده‌اند که پستاندارانی که گروهی زندگی می‌کنند مانند نخستی‌سانان و فیل‌ها رفتارهایی را مانند همدلی و نوع دوستی از خود نشان می‌دهند که پیش از این تصور می‌شد صرفاً مربوط به انسان است.

## اجتماع‌گرایی در نخستی‌سانان
نزدیکترین خویشاوندان زندهٔ انسان‌ها، شامپانزه‌ها و بونوبوها می‌باشند. این جانوران دارای اجداد مشترکی با انسان بین پنج تا شش میلیون سال پیش هستند. از این رو شامپانزه‌ها و بونوبوها را می‌توان نزدیکترین نمونه‌های موجود شبیه به اجداد انسان‌ها دانست. در حالی که ممکن است نخستی‌سانان ویژگی‌های اخلاقی با درک انسانی نداشته باشند ولی آن‌ها دارای ویژگی‌ها و رفتارهایی هستند که برای فرگشت اخلاق انسانی در طول فرگشت انسان لازم بوده‌اند. این ویژگی‌ها شامل هوش بالا، قابلیت ارتباط با استفاده از علائم، درک عرف‌های اجتماعی و واقف بودن به وجود «خویش» است. فرانس دی وال و باربارا کینگ هر دو عقیده دارند اخلاق انسانی از رشد اجتماع‌گرایی نخستی‌سانان شکل گرفته‌است. بسیاری از جانوران اجتماعی مانند نخستی‌سانان، دلفین‌ها و نهنگ‌ها رفتارهایی را نشان می‌دهند که مایکل شرمر آن‌ها را احساسات پیش-اخلاقی می‌نامد. این خصوصیات که شامل موارد زیر می‌شوند بین انسان‌ها و دیگر جانوران اجتماعی به ویژه کپی‌های بزرگ مشترک هستند:
دلبستگی و پیوند، همکاری و کمک مشترک، احساس همدردی و یکدلی، عکس العمل مستقیم و غیر مستقیم، نوع دوستی و نوع دوستی متقابل، حل و فصل مناقشات و صلح جویی، فریبکاری و شناسایی فریب، دغدغه‌های اجتماعی و اهمیت دادن به نظر دیگران دربارهٔ خود، و آگاهی و پاسخ دادن به قوانین اجتماعی گروه
شرمر بحث می‌کند که این احساسات پیش-اخلاقی در جوامع نخستی‌سانان به عنوان روشی برای محدود کردن خودخواهی و ساختن گروه‌هایی با همکاری بیشتر، فرگشت یافته‌اند. برای هر گونهٔ اجتماعی، مزایای عضویت در یک گروه نوع دوست بیشتر از تنها زیستن است. برای مثال، عدم وابستگی به گروه یک موجود را در برابر حملهٔ خارجی آسیب پذیرتر می‌سازد. عضو یک گروه بودن همچنین شانس یافتن غذا را بیشتر می‌کند. ثابت شده‌است که در بین جانوران، شکار دسته جمعی شانس موفقیت را در از پای درآوردن طعمه‌های بزرگ یا خطرناک بیشتر می‌کند.
| دوره (سال پیش) | نوع جامعه   | تعداد نفرات               |
| -------------- | ----------- | ------------------------- |
| ۶٫۰۰۰٫۰۰۰      | دسته‌ها      | ۱۰ تایی                   |
| ۱۰۰٫۰۰۰–۱۰٫۰۰۰ | دسته‌ها      | ۱۰ تا ۱۰۰ تایی            |
| ۱۰٫۰۰۰–۵٫۰۰۰   | قبایل       | ۱۰۰ تا ۱۰۰۰ تایی          |
| ۵٫۰۰۰–۴٫۰۰۰    | طوایف       | ۱۰۰۰ تا ۱۰٫۰۰۰ تایی       |
| ۴٫۰۰۰–۳٫۰۰۰    | ایالات      | ۱۰٫۰۰۰ تا ۱۰۰٫۰۰۰ تایی    |
| ۳٫۰۰۰-امروز    | امپراطوری‌ها | ۱۰۰٫۰۰۰ تا ۱٫۰۰۰٫۰۰۰ تایی |

تمام جانوران اجتماعی دارای جوامعی سلسله مراتبی هستند که هر عضو جایگاه خود را در آن می‌داند. رده‌های اجتماعی با قوانین خاصی حفظ می‌شوند و اعضای غالب گروه دیگران را با تنبیه مجبور به رعایت ردهٔ اجتماعی‌شان می‌کنند. نخستی‌سانان عالی تر، همچنین دارای حس مقابله به مثل هستند. شامپانزه‌ها به خاطر می‌سپارند چه کسی به آن‌ها لطف و چه کسی در حقشان بدی کرده‌است. برای مثال در شامپانزه‌ها، دیده می‌شود که با کسی که تر و خشکشان می‌کند غذایشان را تقسیم می‌کنند. خفاشان خون‌آشام نیز دارای حس مقابله به مثل و هم نوع دوستی هستند. آن‌ها خون را با هم به صورت مقابله به مثل و نه تصادفی تقسیم می‌کنند. آن‌ها این کار را با دیگر خفاشانی که قبلاً این کار را برایشان انجام داده‌اند و همچنین خفاش‌هایی که محتاج به خوردن خون هستند، انجام می‌دهند چون این نوع خفاش اگر در سه روز متوالی خون نیاشامد در معرض خطر مرگ بر اثر گرسنگی قرار می‌گیرد.
جانوران دیگر مانند میمون‌های کاپوچین و سگ ها نیز مواردی را مانند فهمیدن عدالت و خودداری از همکاری در یک کار وقتی که جوایز شرکت کنندگان یکسان نباشد، نشان می‌دهند.
شامپانزه‌ها در گروه‌های انشقاقی-ائتلافی با متوسط ۵۰ عضو زندگی می‌کنند. محتمل است که نیاکان اولیه بشر نیز در گروه‌هایی با همین اندازه می‌زیسته‌اند. انسان‌سایان اخیرتر در دورهٔ پارینه سنگی در دسته‌هایی با چند صد نفر می‌زیسته‌اند. با بزرگتر شدن دسته‌ها همراه با فرگشت انسان، نیروهای بیشتری برای نگهداری همبستگی گروه‌ها لازم بود. اخلاق احتمالاً در این گروه‌های ۱۰۰ تا ۲۰۰ نفری به عنوان ابزاری برای کنترل اجتماعی، حل و فصل مناقشات و اتحاد گروه شکل گرفته‌است. به گفتهٔ دکتر دی وال، اخلاق انسانی دارای دو سطح بالاتر است که در نخستی سانان دیده نمی‌شود. انسان‌ها اصول اخلاقی جوامع خود را با دادن جوایز، جریمه و شهرت بخشیدن بسیار بیشتر تقویت می‌کنند. انسان‌ها همچنین از درجه‌ای از قضاوت و منطق استفاده می‌کنند که در حیات وحش دیده نمی‌شود.

## فرگشت دین
مت روزانو، روان‌شناس و استاد دانشگاه لوئیزیانای جنوبی، عنوان می‌دارد که دین بعد از اخلاق ظهور کرده‌است و بر پایهٔ اخلاق با موشکافی اجتماعی رفتار انسان‌ها برای وارد کردن موجودات ماورایی به این موضوع ساخته شده‌است. با وارد کردن مفاهیمی جون ارواح ناظر گذشتگان و خدایان در قلمرو واقعیات، انسان‌ها استراتژی مؤثری را برای محدود کردن خودخواهی و ساختن گروه‌های دارای همکاری بیشتر کشف کردند. این ارزش انطباقی دین باعث افزایش امکان زنده ماندن گروه‌های انسانی شده‌است.

## تمایلات جنسی و اخلاق
تمایلات جنسی انسان به صورت پیچیده‌ای با مفاهیم فضیلت و عفت گره خورده‌است. به‌طور مشخص، تمایل به زیر ذره بین قرار دادن زنان در مقایسه با مردان در مورد انجام رفتارهای خارج از عرف بیشتر است. روان‌شناسی فرگشتی بیان می‌دارد که این تبعیض در کاربرد اخلاق جنسی می‌تواند ریشه در پدیدهٔ سرمایه‌گذاری والدین داشته باشد. به دلیل اینکه زنان سرمایهٔ بیشتری، مانند نه ماه دورهٔ بارداری، در پرورش کودکان هزینه می‌کنند، این بحث وجود دارد که آن‌ها باید جفتی را برگزینند که تمایل به مشارکت در پرورش کودکان داشته باشد. در نتیجه، در زنان اولویت‌های گزینشی بیشتری برای جفت یابی نسبت به مردان، فرگشت یافته‌است. زنان ترجیح بیشتری برای گزیدن جفت‌های طولانی مدت دارند، در حالی که مردان به هر دو گزینهٔ انتخاب جفت‌های کوتاه مدت و بلندمدت تمایل دارند. این نظریه عنوان می‌کند که مردان نسبت به پایین آوردن سطح خواسته‌هایشان برای ایجاد روابط کوتاه مدت نرمش بیشتری نشان می‌دهند به خاطر اینکه در این مورد «سرمایه‌گذاری والدین» انجام نمی‌دهند. در این رابطه، هر رفتار خارج از عرفی برای زنان از سوی جامعه ناهنجار تلقی می‌شود به خاطر اینکه آنان مجبورند کودکان را بدون حمایت یا با حمایت کم پرورش دهند. از این رو در بیشتر جوامع آمیزش جنسی زنان تخلف بزرگتری از آمیزش جنسی مردان تلقی می‌شود.

## انزجار
انزجار، که یکی از عواطف اصلی است، می‌تواند نقش مهمی در برخی شکل‌های اخلاق داشته باشد. عنوان می‌شود که انزجار یکی از پاسخ‌های طبیعی ویژه به برخی چیزها یا رفتارهاست که از دیدگاه فرگشتی خطرناک یا نامطلوب هستند. نمونه‌هایی از این دست چیزهایی هستند که باعث افزایش ریسک بیماری‌های عفونی می‌شوند مانند غذاهای فاسد، اجساد مردگان و سایر اشکال تجزیه شدهٔ میکروبیولوژیکی، هر ظاهر فیزیکی که مشکوک به بیماری یا فقر بهداشت باشد، و مایعات مختلف بدن. مثالی دیگر انزجار نسبت به جفت‌گیری غیر مفید از دید فرگشتی مانند آمیزش جنسی با خویشاوندان است. نمونه‌ای دیگر رفتارهایی هستند که می‌توانند همبستگی و همکاری گروهی را از بین ببرند. مطالعات ام‌آرآی نشان می‌دهد قرار گرفتن در شرایط مثال زده شده بخش‌هایی از مغز را که مربوط به احساس انزجار هستند تحریک می‌کنند.